# Лёпадотэмахосэляхогалеокраниолейпсанодримюпотриммато...
Лёпадотэмахосэляхогалеокраниолейпсанодримюпотримматосильфиокарабомэлитокатакэхюмэнокихльэпикоссюфофаттопэристэралектрюоноптокэфаллиокинклёпэлейолягоосирайобафэтраганоптэрю́гон — название вымышленного блюда, упомянутого в комедии Аристофана «Законодательницы», стихи 1169—1175. Слово составлено из нескольких слов, относящихся к кулинарии.
Это транслитерация оригинального греческого названия «λοπαδοτεμαχοσελαχογαλεοκρανιολειψανοδριμυποτριμματοσιλφιοκαραβομελιτοκατακεχυμενοκιχλεπικοσσυφοφαττοπεριστεραλεκτρυονοπτοκεφαλλιοκιγκλοπελειολαγῳοσιραιοβαφητραγανοπτερύγων», состоящего из 171 буквы. Книга рекордов Гиннесса (1990) называет его самым длинным словом в мировой литературе.

## Ингредиенты
Это блюдо является фрикасе, в состав которого входит как минимум шестнадцать компонентов:
- устрицы (λοπἄδο-)
- ломтики рыбы (-τεμἄχο-)
- мясо рыбы из подкласса пластиножаберных (-σελἄχο-)
- головы акулы (-γἄλεο-κρανιο)
- острое блюдо, состоящее из нескольких измельчённых и растёртых вместе ингредиентов (-λειψἄνο-δριμ-ὒποτριμμἄτο)
- сильфий (-σιλφιο-), растение из семейства зонтичных
- крабы, креветки или раки (-καραβο-)
- мед (-μελἵτο-)
- рыбы из семейства губановых или дрозды (-κατακεχὔμενοκιχλ-)
- какой-то вид морских рыб или чёрный дрозд (-επικοσσὔφο-)
- вяхирь (-φαττο-)
- голубь (-περιστερ-)
- петух (-ἄλεκτρυον-)
- жареная голова малой поганки (-οπτο-κεφαλλιο-κιγκλο-)
- какие-то голуби (-πελειο-)
- заяц (который может быть какой-то птицей или морским зайцем) (-λἄγῳο-)
- вино (-σἵραιο-)

Все украшено крыльями или плавниками (-βἄφη-τρἄγἄνο-πτερύγων).

## Переводы

### Английский
Перевод Лео Штрауса (1966) в прозе: «oysters-saltfish-skate-sharks'-heads-left-over-vinegar-dressing-laserpitium-leek-with-honey-sauce-thrush-blackbird-pigeon-dove-roast-cock’s-brains-wagtail-cushat-hare-stewed-in-new-wine-gristle-of-veal-pullet’s-wings».
В переводе Юджина О’Нила (1938) приводится транслитерация слова:

And you others, let your light steps too keep time.

Very soon we’ll be eating

lepadotemachoselachogaleokranioleipsanodrimhypotrimmatosilphioparaomelitokatakechymenokichlepikossyphophattoperisteralektryonoptekephalliokigklopeleiolagoiosiraiobaphetraganopterygon.[sic]

Come, quickly, seize hold of a plate, snatch up a cup, and let’s run to secure a place at table. The rest will have their jaws at work by this time.

Перевод Бенджамина Бикли Роджерса (1902) в стихах близкий к оригиналу по размеру стиха и порядку слов:

Plattero-filleto-mulleto-turboto-

-Cranio-morselo-pickleo-acido-

-Silphio-honeyo-pouredonthe-topothe-

-Ouzelo-throstleo-cushato-culvero-

-Cutleto-roastingo-marowo-dippero-

-Leveret-syrupu-gibleto-wings

Перевод Роуланда Смита (1833) в стихах меняет порядок слов и разбивает его на несколько предложений:

All sorts of good cheer;

Limpets, oysters, salt fish,

And a skate too a dish,

Lampreys, with the remains

Of sharp sauce and birds' brains,

With honey so luscious,

Plump blackbirds and thrushes,

Cocks' combs and ring doves,

Which each epicure loves,

Also wood-pigeons blue,

With juicy snipes too,

And to close all, O rare!

The wings of jugged hare!

### Русский
Стихотворный перевод А. И. Пиотровского вольно передает название блюда:

Скоро ждёт нас

Устрично-камбально-крабья-

Кисло-сладко-кардамонно-

Масло-яблоко-медово-

Сельдерейно-огуречно-

Голубино-глухарино-куропачья-

Зайце-поросятино-телячья

Кулебяка.

Слышал, так хватай живее

Ложку, плошку, поварёшку!

На закуску запаси

Заливную заверлюшку!

### Французский
Перевод Виктора-Анри Дебидура: «On va vous servir du bigornocabillofricandortolangoustabricobouillabopoulaupococovin! Envoyez le babaoromsteckopommelettaularfricassécrevissalmid’perdridalouet’ceteratirelarigot!»

### Чешский
Перевод Аугустина Крейчи (1915):

solené ryby a ústřice,

rybích hlav zbytečky, polité omáčkou

silfia, medu a česneku,

pyskouni, tloušti a holubi

siváci, kohouti mozečky vařené,

zajíci s moštovou omáčkou, chrustavky,

paštiky z drobů a křidélek.